# いて座矮小楕円銀河
いて座矮小楕円銀河（いてざわいしょうだえんぎんが、Sagittarius Dwarf Elliptical Galaxy, SagDEG または Sagittarius Dwarf Spheroidal Galaxy, Sagittarius dSph。以下 「SagDEG」 と略記。）は銀河系の伴銀河の一つである。いて座に位置する矮小銀河で局所銀河群に属する。
質量は銀河系の約 1/1000 程度、直径は約10,000光年で、現在の地球からの距離は約70,000光年である。銀河系中心から半径約50,000光年の極軌道を描いて銀河系の周りを回っている。これは大マゼラン雲までの距離の約 1/3 である。
SagDEG は銀河系に最も近い伴銀河の一つだが、地球から見て銀河系中心の反対側に位置するため、天球上で非常に大きな面積を占めているにもかかわらず非常に暗い。このため、この銀河が発見されたのは1994年になってからであった。発見後すぐに、これまで知られている銀河の中で我々の銀河系に最も近いことが明らかになった。SagDEG は銀河系に比べて年齢が古く、星間塵をほとんど含んでいない。銀河の大部分を構成する星は銀河系の普通の星よりも古くて金属量の少ない種族IIの星である。
現在の軌道から考えると、SagDEG は数億年後には銀河系のディスクを通過することになり、やがてはゆっくりと銀河系に合体するものと考えられている。しかし SagDEG の今までの正確な歴史や将来についてはまだ不明な点もあり、議論の余地が多い。
発見当初、多くの研究者は、SagDEG は過去に大きな破壊作用を受けており、最初に持っていた物質の多くが既に銀河系に混ざってしまっていると考えていた。しかし SagDEG は今なお引き伸ばされた楕円体の形状を保っており、銀河系中心から距離約50,000光年の極軌道を描いて運動していることが分かっている。銀河系に落ち込む以前は星々の丸い集団だったかもしれないが、この先は数億年にわたって巨大な潮汐力を受けて破壊され始めるものと思われる。数値シミュレーションによると、この矮小銀河から引き剥がされた星々は銀河の軌道に沿って長い軌跡を描いていることが示唆されている。この星の軌跡は後に見つかっている。
しかし、SagDEG は数十億年にわたって既に10回ほど銀河系を周回していると主張する研究者もいる。もしそうであるならば、このような強い潮汐力を受けてなお形を保っていることから、この銀河のダークマターは通常よりも強く集中している可能性もある。
一方、SagDEG と大マゼラン雲の星のタイプが似ていることを指摘する研究者もいる。彼らは、過去に両者が何らかの原因で分離して、最近になって銀河系を回るようになったと主張している。
最近まで、SagDEG は銀河系の外にある銀河の中で地球に最も近いと考えられてきたが、2003年新たに、より距離の近いおおいぬ座矮小銀河が発見された。
SagDEG はいて座矮小不規則銀河 (SagDIG) と混同しないように注意する必要がある。この銀河は SagDEG よりもずっと遠い約400万光年彼方にある矮小銀河である。
なお、球状星団の M54 は、銀河系ではなく SagDEG に属している。